# Dragan Mladenović
Dragan Mladenović (in serbo Драган Младеновић?; Kraljevo, 16 febbraio 1976) è un ex calciatore serbo, di ruolo centrocampista.

## Carriera
Debutta da professionista nel 1995 nella squadra della sua città, lo Sloga Kraljevo, ma dopo tre stagioni di buon livello, viene ingaggiato dallo Zemun dove gioca per altre tre stagioni, fino al 2002, con l'eccezione della stagione 2000-2001, quando gioca in prestito al Rudar Pljevlja.
Nell'estate del 2002 viene ingaggiato dalla Stella Rossa di Belgrado con cui vince il campionato 2003-2004 e la Coppa di Serbia e Montenegro 2004.
All'inizio della stagione 2004-2005 si trasferisce in Scozia, ai Rangers ma dopo pochi mesi passa in prestito alla formazione spagnola del Real Sociedad.
Rientrato ai Rangers, gli viene rescisso il contratto, e torna quindi alla Stella Rossa con cui vince il double campionato-Coppa.
Dal 2006 al 2009 ha giocato in Corea del Sud all'Incheon United.

## Palmarès

### Club

#### Competizioni nazionali
- Campionato serbomontenegrino: 2

Stella Rossa: 2003-2004, 2005-2006
- Coppa di Serbia: 2

Stella Rossa: 2003-2004, 2005-2006